# Dorcadion anatolicum
Dorcadion anatolicum är en skalbaggsart som beskrevs av Maurice Pic 1900. Dorcadion anatolicum ingår i släktet Dorcadion och familjen långhorningar. Inga underarter finns listade i Catalogue of Life.